# Chiesa di Santa Maria Assunta (Lacchiarella)
La chiesa prepositurale di Santa Maria Assunta è la parrocchiale di Lacchiarella, nella città metropolitana ed arcidiocesi di Milano; fa parte del decanato di Melegnano.

## Storia
La piccola chiesa parrocchiale di Santa Maria Assunta venne costruita nel 1430 su un'area acquistata dai conti Mezzabarba di Pavia e fungeva da parrocchiale provvisoria, essendo la chiesa di San Martino scomoda da raggiungere.
Al tempo di San Carlo Borromeo, allora arcivescovo di Milano, il borgo di Decimo e così la sua chiesa versava in rovina a causa delle frequenti esondazioni della roggia Colombana e del Ticinello; San Carlo, instancabile riformatore, decise prontamente di intervenire per trasferire la parrocchia in un luogo migliore a Lacchiarella o a Mettone.
Tutti i notabili di Lacchiarella alla presenza della Marchesa di Caravaggio, donna Costanza Sforza Colonna, nell'adunanza che ebbe luogo l'anno 1584 nel salone della Rocca si impegnarono a finanziare il trasferimento della prepositura. San Carlo firmò il decreto relativo al trasferimento della prepositura di Decimo a Lacchiarella il 10 luglio 1584.
Venne quindi a costituirsi la Fabbrica per l'erezione della nuova chiesa prepositurale nell'area più adatta dove sorgeva la vecchia chiesa parrocchiale, la casa del parroco e parte del giardino dell'antico palazzo Mezzabarba. Dopo una serie di ritardi, dovuti alla morte del giovane prevosto Domenico Bellocchio a soli 46 anni e alla morte dell'arcivescovo Gaspare Visconti, si diede finalmente avvio ai lavori. Non essendo sufficiente il materiale di recupero dalla demolizione della vecchia chiesa parrocchiale si decise di demolire la chiesa di Decimo. Essendo il costo del trasporto eccessivo, si racconta che gli abitanti di Lacchiarella si misero in fila da Lacchiarella a Decimo e si passarono a mano tutto il materiale; i più facoltosi, i fittabili ed i negozianti misero a loro disposizione carri e cavalli. Dalla vecchia chiesa di Decimo venne trasportato il dipinto della Madonna delle Grazie ora nell'altare della navata destra della chiesa parrocchiale.
In tre anni la chiesa fu quasi ultimata. Fu consacrata dal cardinale Federico Borromeo, in visita a Lacchiarella il 17 aprile 1603. Dopo tale visita l'arcivescovo stese una relazione in cui descriveva l'avanzato stato dei lavori della chiesa e del campanile sul quale vennero poste e benedette due campane e installato un orologio, costruito e manutenuto dal comune, mentre le corde delle campane vennero acquistate a spese del popolo.
Al momento della sua erezione la chiesa prepositurale Santa Maria Assunta di Lacchiarella faceva capo alle parrocchie di Badile, Campomorto, Casirate Olona, Mettone, San Giacomo di Zibido, San Pietro Cusico, Siziano, Zibido.